# Evangelische St.-Remigius-Kirche (Dortmund)

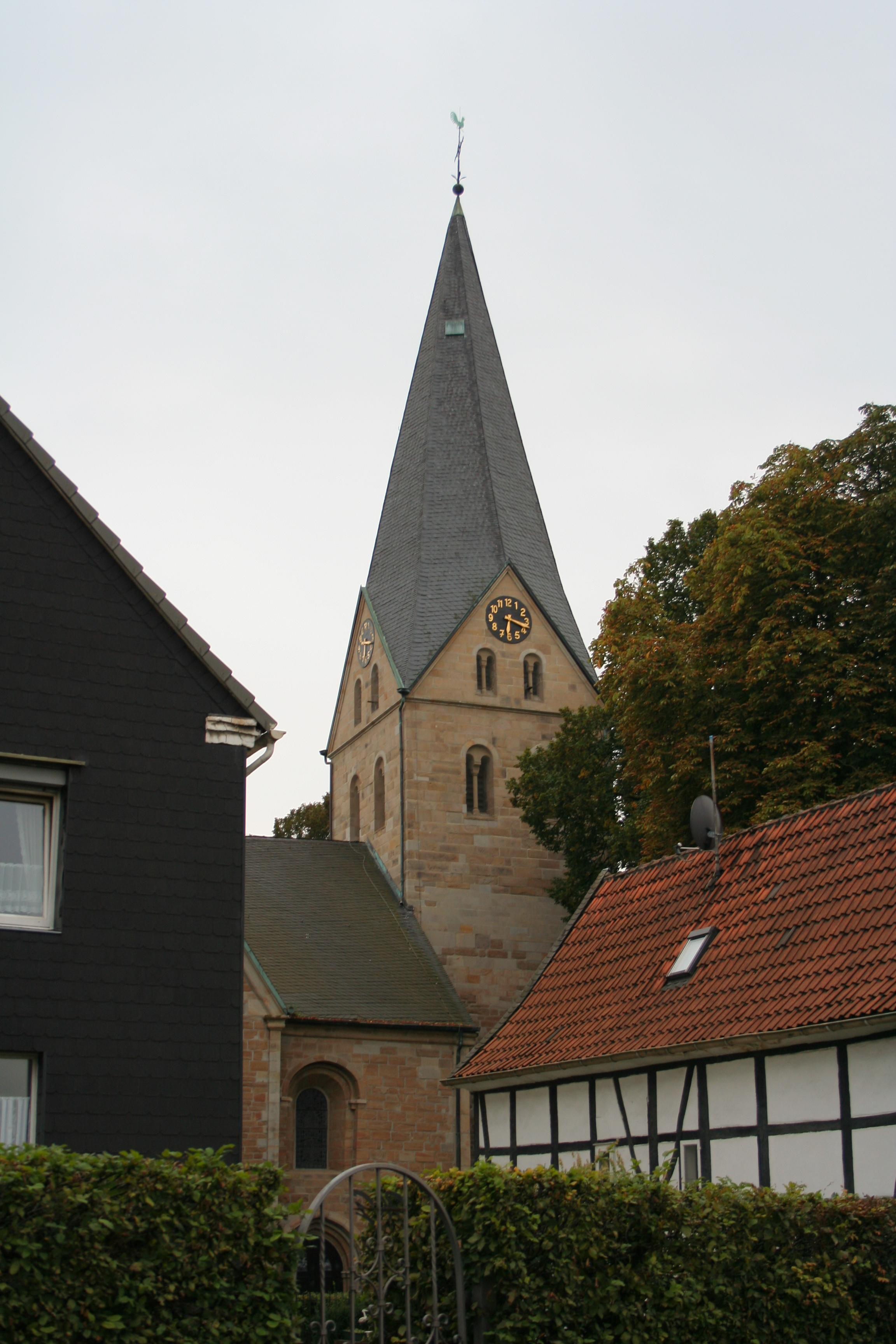
Kirchturm der Evangelischen Remigius-Kirche

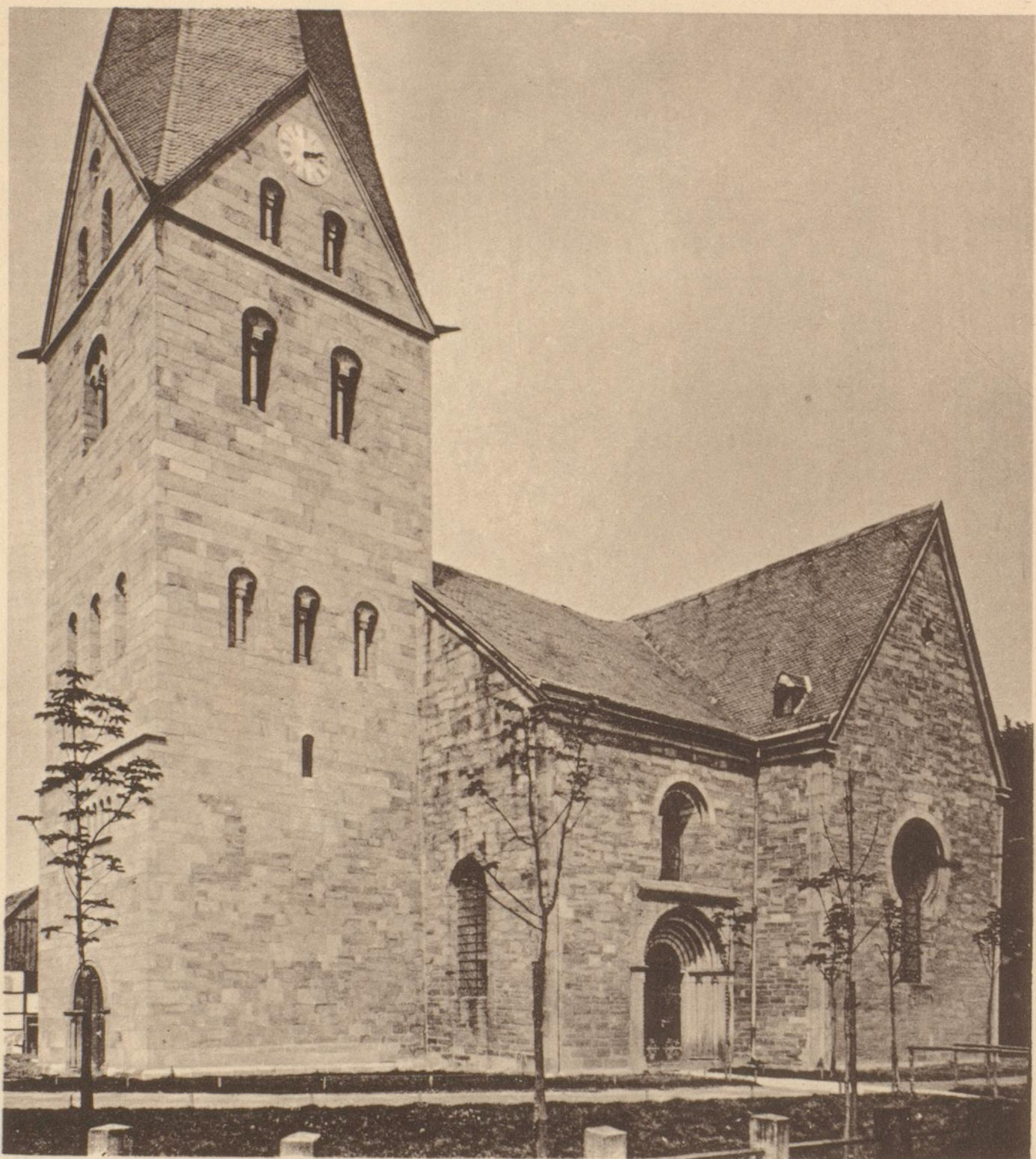
Die Remigiuskirche im Jahre 1890 von der Süd-Westseite.

Die Evangelische St.-Remigius-Kirche befindet sich im Dortmunder Stadtteil Mengede.

## Geschichte
Die 1250 errichtete Kirche weist sowohl gotische als auch romanische Züge auf. Die typisch westfälische Hallenkirche wurde als dreischiffige, einjochige Kirche mit Querschiff, Chorquadrat und Westturm errichtet.
Die Kirche gehörte bis zur Reformation zum Erzbistum Köln. Nach dem Kirchenstreit um St. Remigius ging die Kirche 1672 an die evangelische Gemeinde über.
1866 wurde der Westturm der Kirche neu errichtet. Um 1900 erfolgte der Anbau des südlichen Chores.
Neben der alten, seit 1672 evangelischen St.-Remigius-Kirche gibt es in Mengede die 1876 im Stil der Neogotik erbaute römisch-katholische Kirche St. Remigius.
Namenspatron der Kirche ist Remigius von Reims, der auch als Ortspatron Mengedes gilt.
Die Kirche ist als Baudenkmal in die Denkmalliste der Stadt Dortmund eingetragen.
In der Kirche befindet sich u. a. das Grabmal des Adeligen Matthias von Büren, Herr zu Huckarde und Mengede, sowie seiner Gattin Margaretha geb. von Galen. Es sind die Eltern des verdienten Speyerer Domdekans Gerhard Lothar von Büren († 1660).

## Orgel

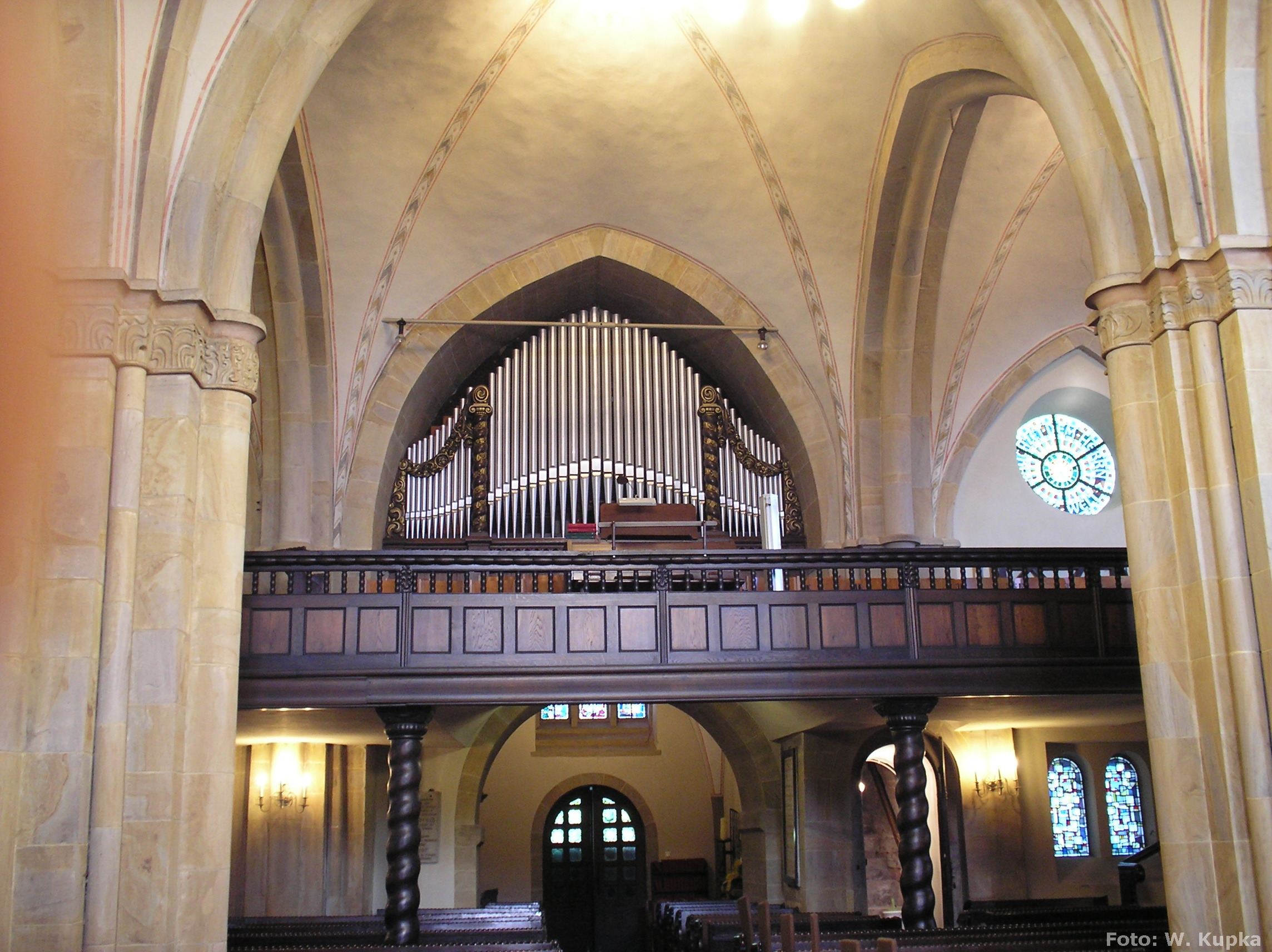
Prospekt 1915

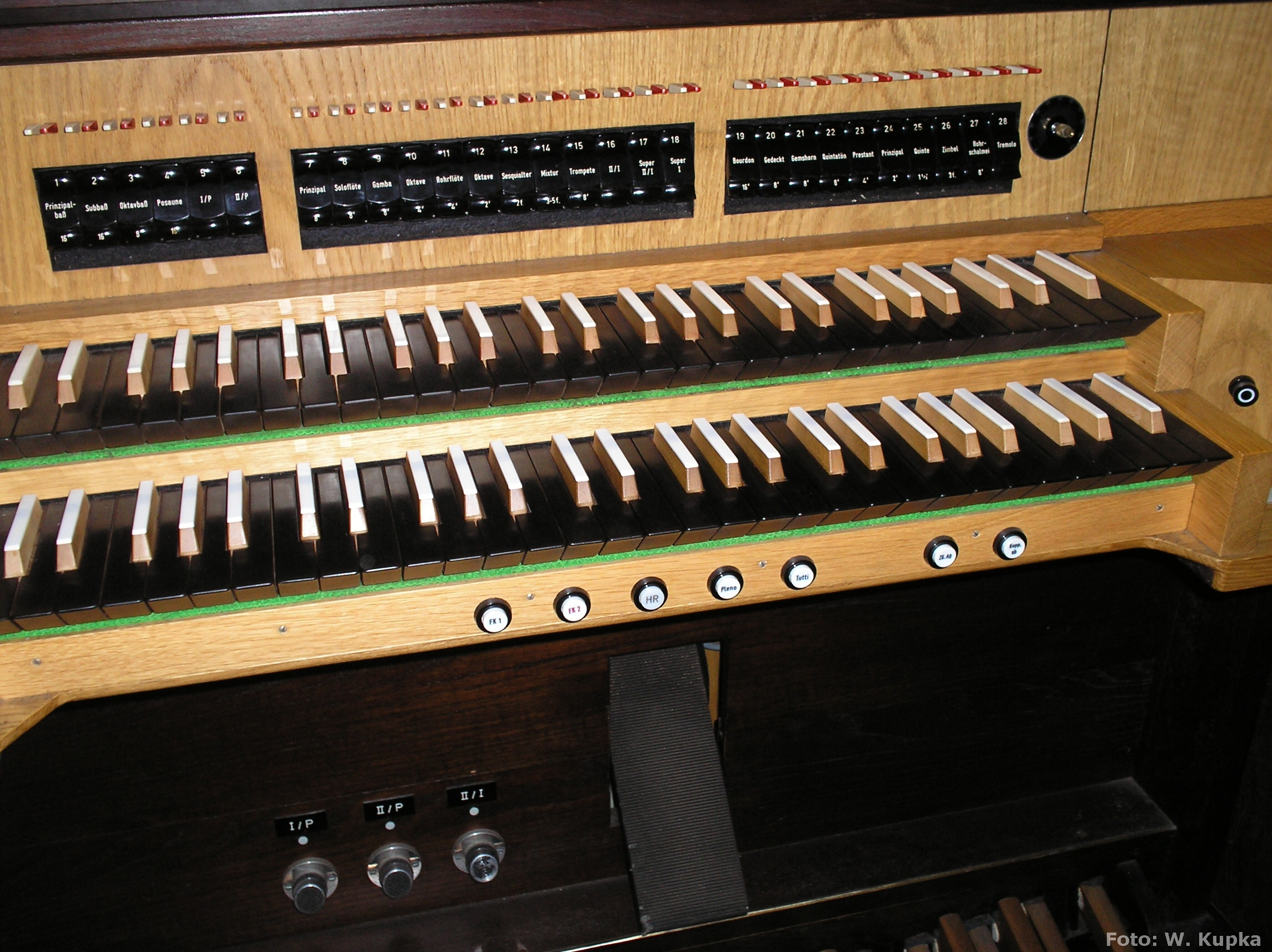
Spieltisch von 1984

Die erste Orgel wurde 1690 von dem Orgelbauer Alberti (Dortmund) erbaut. 1840 baute der Orgelbauer Kersting (Münster) ein Instrument mit 18 Registern, 1915 der Orgelbauer Paul Faust ein Instrument mit 23 Registern. Das Kegelladen-Instrument wurde 1984 umgebaut und mit einem neuen, freistehenden Spieltisch, an der Emporenbrüstung (mit Blick zur Orgel), ausgestattet. Es hat heute 22 Register auf zwei Manualen (I. Haupt- und II. Schwellwerk) und Pedal. Die Trakturen sind elektro-pneumatisch.
| I Manual C–g3    |     |
| Prinzipal        | 08′ |
| Soloflöte        | 08′ |
| Gamba            | 08′ |
| Oktave           | 04′ |
| Rohrflöte        | 04′ |
| Oktave           | 02′ |
| Sesquialter II 0 |     |
| Mixtur III–V     |     |
| Trompete         | 08′ |

| II Manual C–g3 |       |
| Bourdon        | 16′   |
| Gedeckt        | 08′   |
| Quintatön      | 08′   |
| Gemshorn       | 08′   |
| Prestant       | 04′   |
| Prinzipal      | 02′   |
| Quinte         | 1 ⁄3′ |
| Zimbel III     |       |
| Rohrschalmei 0 | 08′   |
| Tremolo        |       |

| Pedal C–f1     |     |
| Prinzipalbaß 0 | 16′ |
| Subbaß         | 16′ |
| Oktavbaß       | 08′ |
| Posaune        | 16′ |

- Koppeln: I/P, II/P, II/I, Super II/I, Super I/I  (Normalkoppeln als Registerwippe und Fußtritt)
- Spielhilfen: 2 freie und 2 feste Kombinationen (Pleno, Tutti);  Zungenabsteller;  Koppelabsteller;  Drehregler für den Tremulanten

## Glocken
Aus dem Turm rufen drei Glocken zu Gebet und Gottesdienst. Die kleinste Glocke, die Marienglocke (e') wurde 1515 durch Johannes von Dortmund gegossen und trägt die Inschrift (übersetzt) "Maria heiß ich. O höret, ich rufe euch zu den Freuden des Lebens. Ich rufe die Lebenden, beklage die Toten und breche die Blitze."  Zwei weitere Bronzeglocken wurden 1699 und 1799 gegossen, mussten aber im Ersten Weltkrieg abgeliefert werden. Als Ersatz wurden 1923 zwei Gussstahlglocken in h° und d' angeschafft. Sie tragen die Namen Martha und Monika. Leider übertönen die Stahlglocken die Bronzeglocke fast vollständig.